# 長町南站
長町南站（日语：／ Nagamachi-Minami eki */?）是一個位於日本宮城縣仙台市太白區長町南三丁目，屬於仙台市地下鐵南北線的鐵路車站。車站編號是N16。

## 車站結構
島式月台1面2線的地底車站。富澤站方向設有渡線。

### 月台配置
| 月台 | 路線     | 目的地           |
| ---- | -------- | ---------------- |
| 1    | ■ 南北線 | 富澤方向         |
| 2    | ■ 南北線 | 仙台、泉中央方向 |

## 使用情況
| 上車人次推移       | 上車人次推移     |
| 年度               | 一日平均上車人次 |
| ------------------ | ---------------- |
| 2002年（平成14年） | 10,928           |
| 2003年（平成15年） | 10,879           |
| 2004年（平成16年） | 10,892           |
| 2005年（平成17年） | 11,271           |
| 2006年（平成18年） | 11,418           |
| 2007年（平成19年） | 10,734           |
| 2008年（平成20年） | 10,463           |
| 2009年（平成21年） | 10,504           |
| 2010年（平成22年） | 10,860           |
| 2011年（平成23年） | 10,922           |
| 2012年（平成24年） | 11,492           |
| 2013年（平成25年） | 11,633           |
| 2014年（平成26年） | 11,601           |
| 2015年（平成27年） | 11,762           |
| 2016年（平成28年） | 11,683           |
| 2017年（平成29年） | 11,843           |

- 2017年度（平成29年度）
  - 一日平均上車人次：11,843人次[1]
  - 上車人員數是仙台市地下鐵車站當中次於仙台站、泉中央站、勾當台公園站排行第4位。

各年度一日平均上車人次的推移（單位：人次）

## 歷史
- 1987年（昭和62年）7月15日：開業。
- 2009年（平成21年）10月24日：設有月台閘門。

## 相鄰車站
仙台市交通局（仙台市地下鐵）
■南北線
長町（N15）－長町南（N16）－富澤（N17）

## 外部連結
- 長町南站 （页面存档备份，存于） - 仙台市交通局（日語）